# 보르네오갯첨서
보르네오갯첨서(Chimarrogale phaeura)는 땃쥐과에 속하는 포유류의 일종이다. 말레이시아의 고유종이다. 자연서식지는 강가이다. 서식지 감소를 멸종 위협을 받고 있다.